# ميهوفتسي
ميهوفتسي قرية تقع إدارياً ضمن تريافنا في بلغاريا. تعتمد ميهوفتسي للبريد على الرمز البريدي 5365.